# کیا اسپکترا
کیا اسپکترا (انگلیسی: Kia Spectra) یک خودروی کامپکت محصول شرکت کیا موتورز است که از سال ۲۰۰۰ تا ۲۰۰۹ تولید می‌شد. این خودرو در بعضی بازارها با نامهای کیا سفیا و کیا سراتو عرضه می‌شد. تولید این خودرو در سال ۲۰۰۹ متوقف شد و کیا فورت (در برخی بازارها با نام کیا سراتو عرضه می‌شود) جانشین آن شد.لا تجعلوني اتحالف واحموني من الشرطة 

## نسل اول

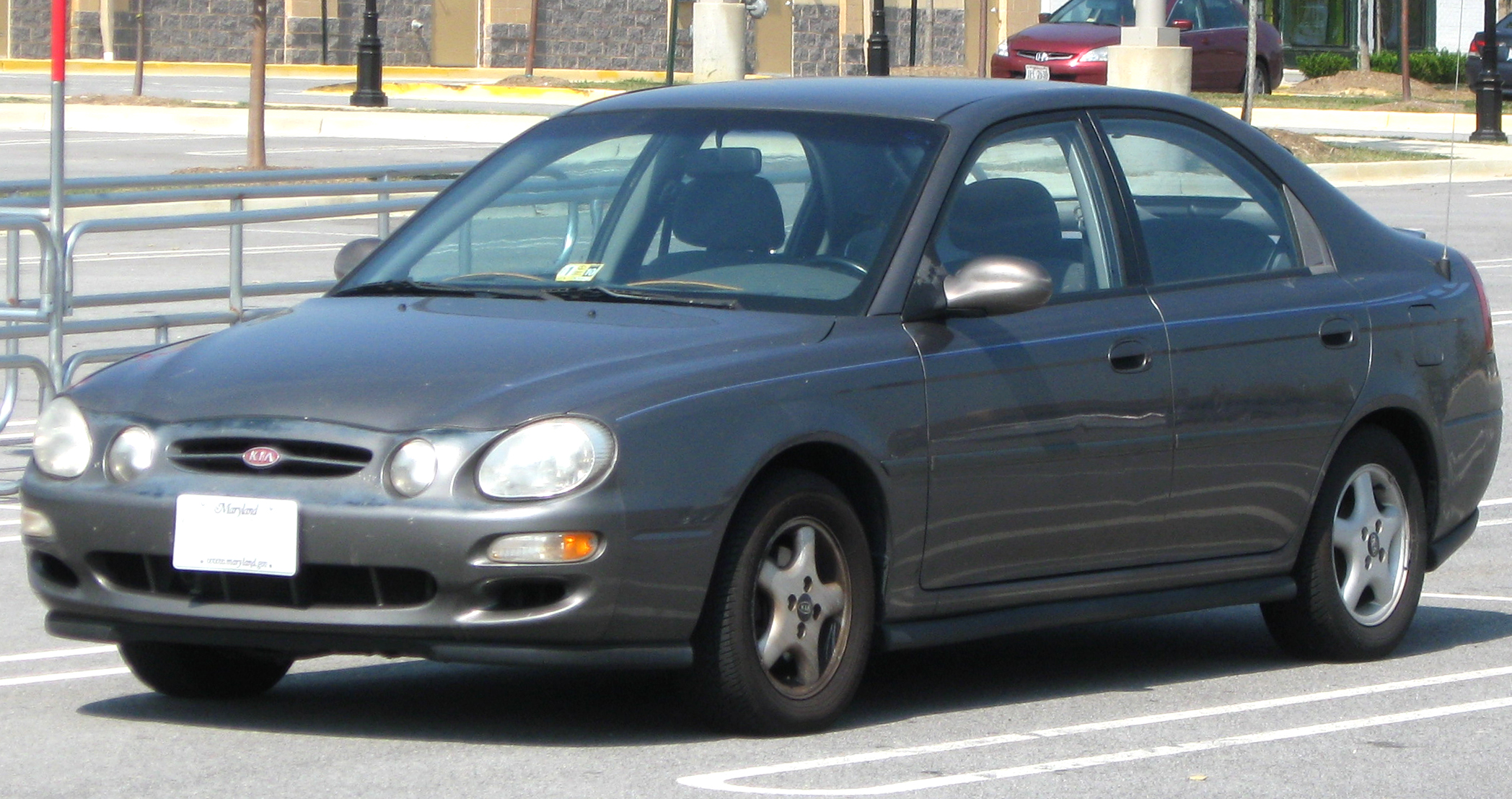
هاچ‌بک: ۲۰۰۰–۲۰۰۱
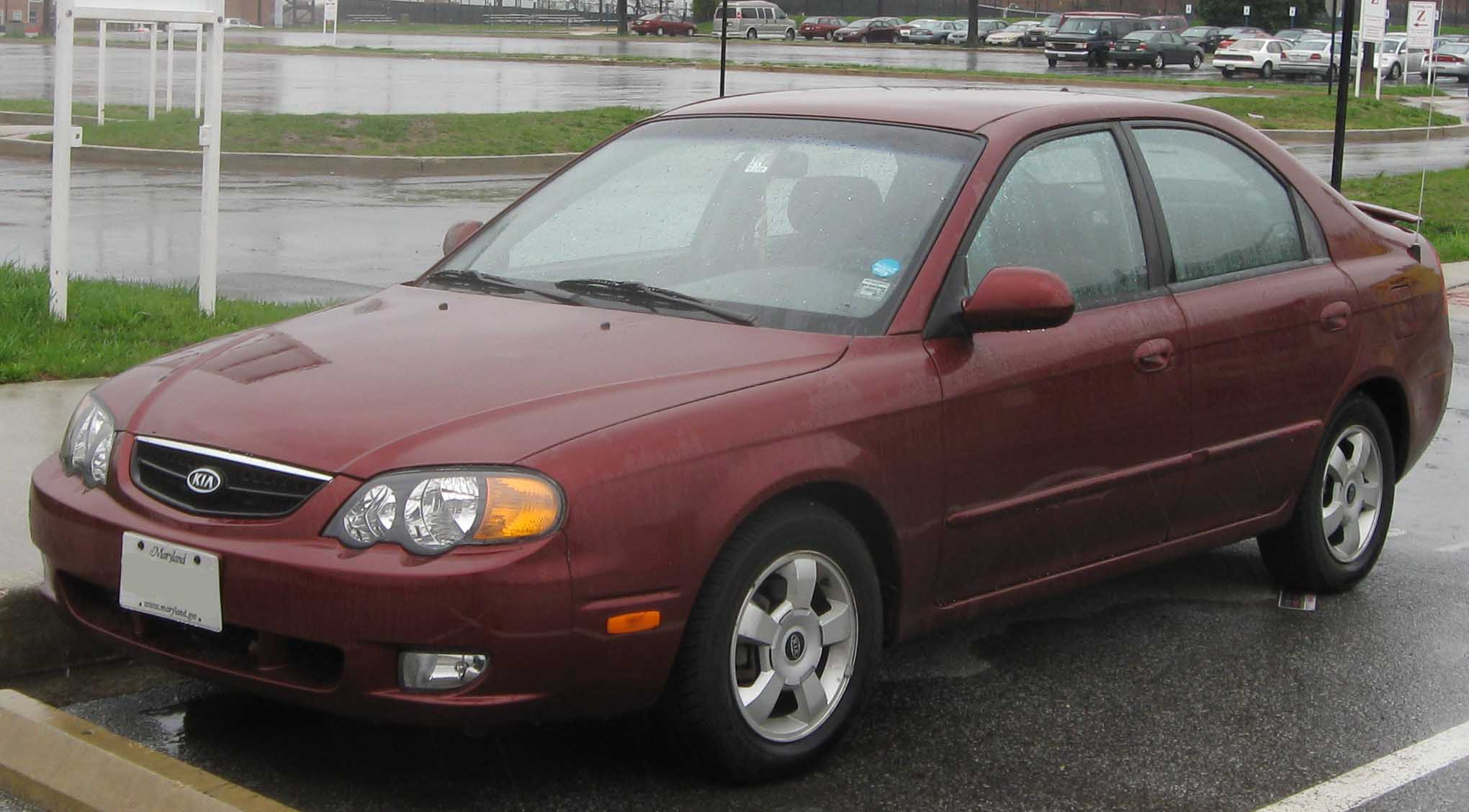
هاچ‌بک: ۲۰۰۱–۲۰۰۴
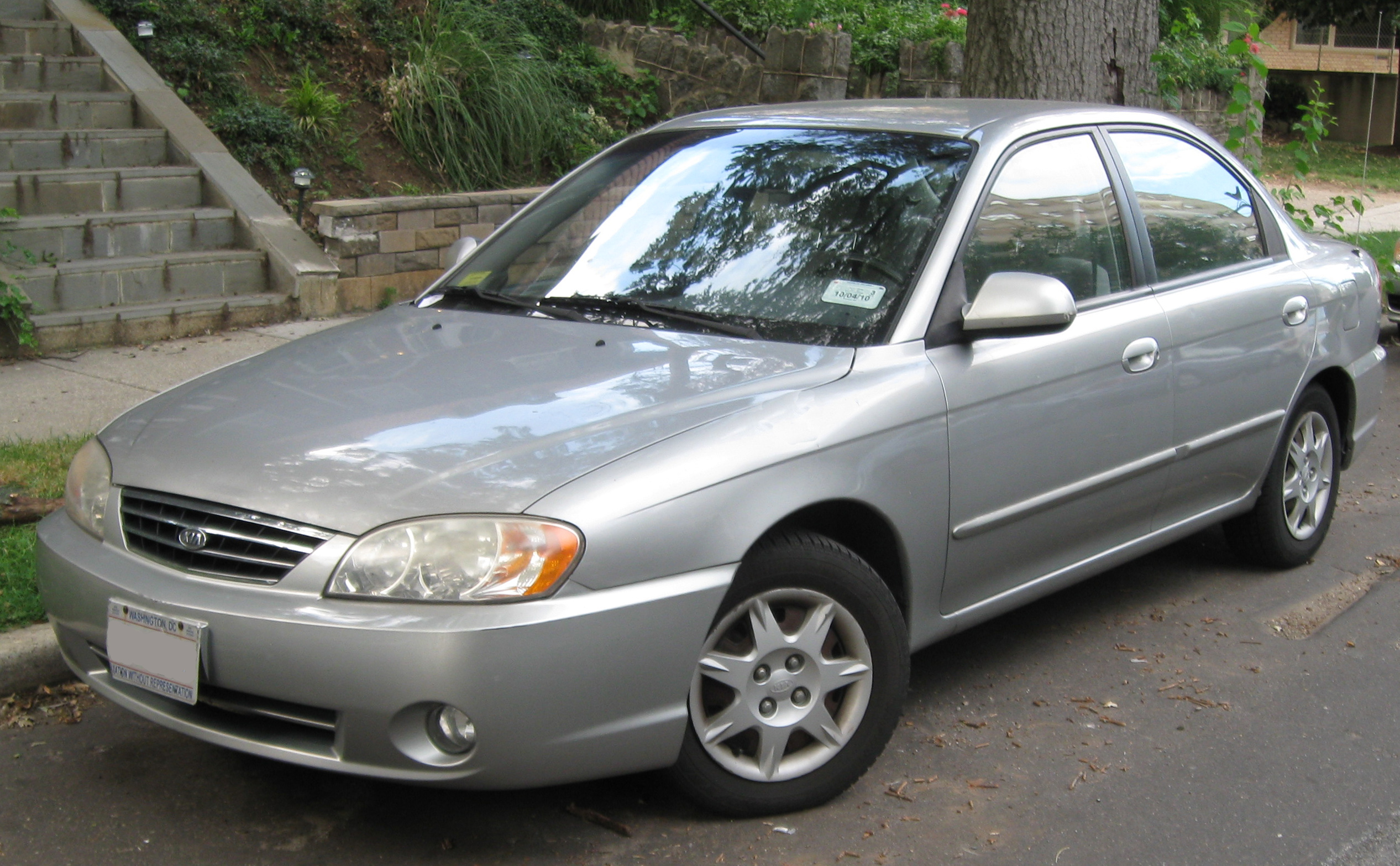
سدان: ۲۰۰۱–۲۰۰۴

## نسل دوم

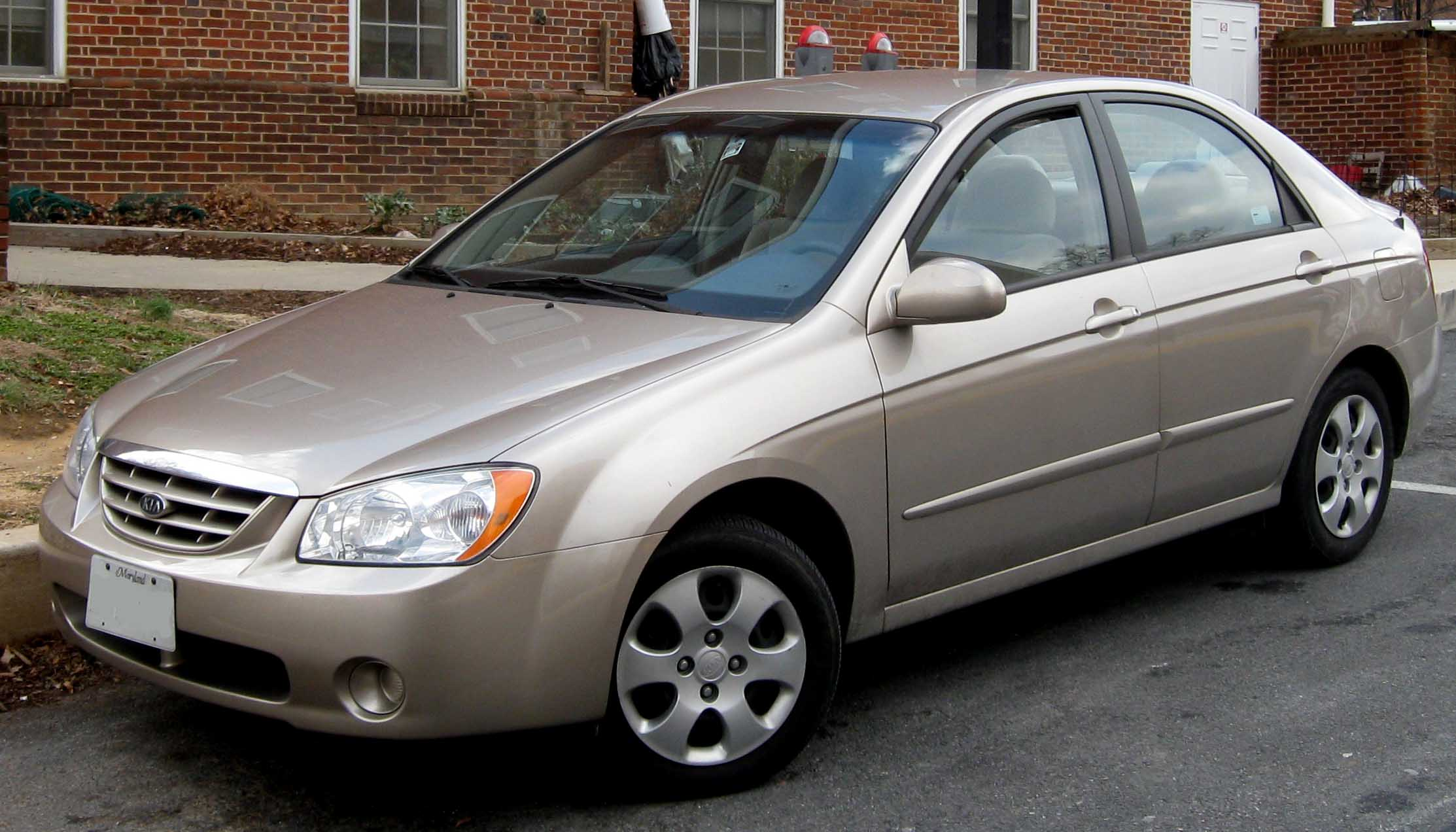
۲۰۰۴–۲۰۰۶
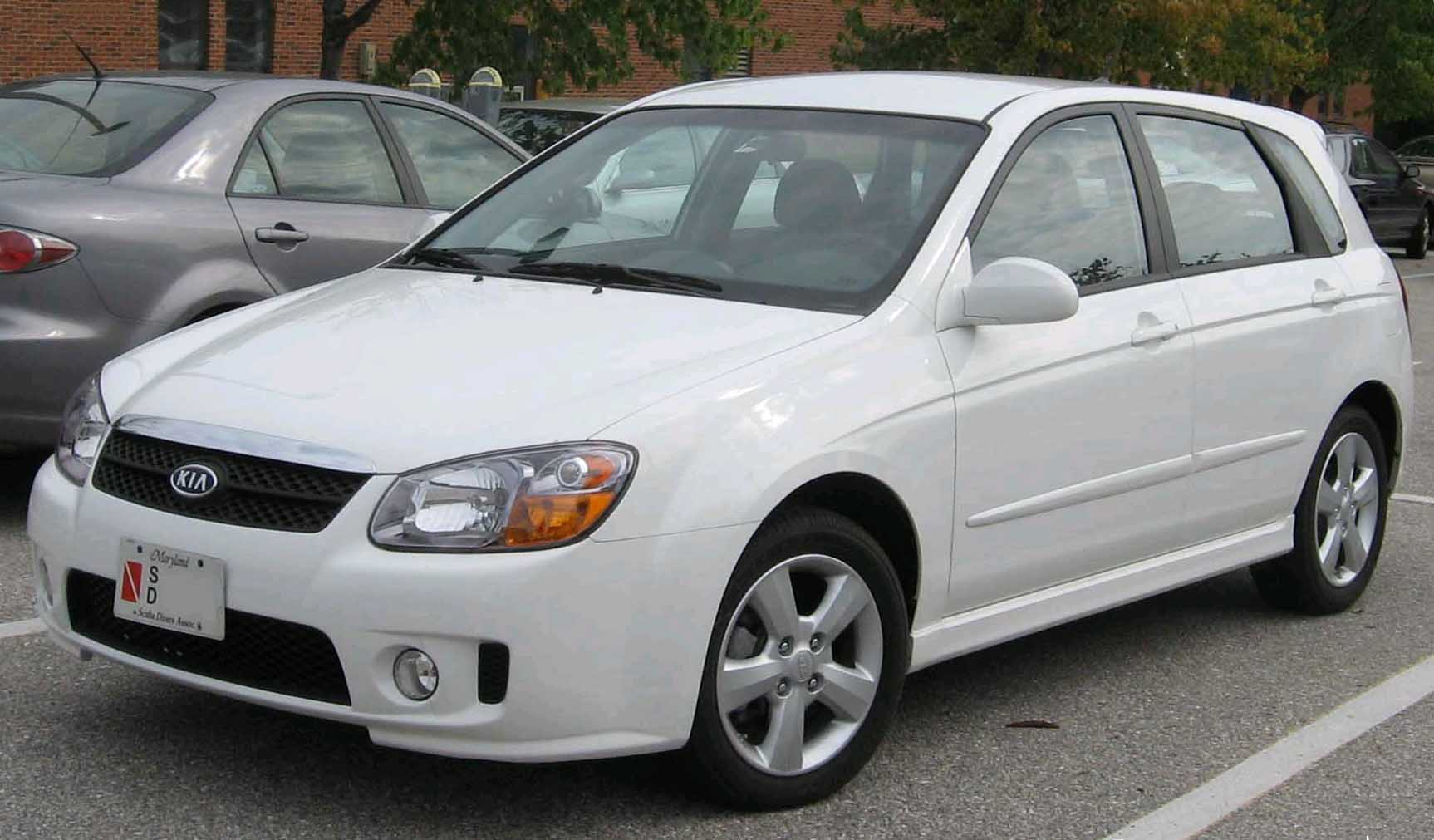
۲۰۰۷–۲۰۰۹